# Амто-мусианские языки
А́мто-мусиа́нские языки́ (также языки Амто-Мусиан) — языки амто и сиави (мусиан, мусан), образующие надсемью (сток) на уровне филы, наиболее крупной единицы классификации папуасских языков. Являются изолированными языками, их родство с каким-либо другим языковым генетическим объединением пока не доказано. Языки сравнительно близки друг другу, но невзаимопонимаемы. Число носителей — около 520 человек (2007).

## Ареал и численность
Ареал амто-мусианских языков занимает область между ареалами языков стока Квомтари, филы Сепик-Раму и семьи Лефт-Мей. Данные языки распространены среди жителей четырёх селений в центральной части провинции Сандаун Папуа — Новой Гвинеи. На языке амто говорят в селениях Амто, Аму и Хабийон — в округах Аманаб и Рокки Пик дистрикта Ванимо-Грин Ривер — к югу от реки Верхний Сепик, в направлении реки Лефт-Мэй и верховьев реки Самайя. На языке сиави говорят только в одном селении, размещённом между деревнями Амто и Ама. Ареал языка сиави расположен к северо-востоку от ареала языка амто. С севера и запада к ним примыкает область распространения языка абау филы Сепик-Раму, с востока — область распространения языков итери и бо семьи Лефт-Мей.
На языке амто говорит около 300 человек (2006), на языке сиави — около 220 человек (2007).

## Социолингвистические сведения
Амто-мусианские языки относятся к категории уязвимых, но не находящихся под угрозой исчезновения. Хотя число их носителей и является сравнительно небольшим, эти языки используют все поколения папуасов амто и сиави, включая младшее поколение. Для говорящих на амто-мусианских языках характерны в разной степени знание или понимание языков соседей — носители амто могут говорить на сиави, а носители сиави — на амто. Кроме этого, носители амто и сиави на разном уровне владеют языком ток-писин. Для языка сиави создана письменность, основанная на латинском алфавите.

## Лингвистическая характеристика
Порядок слов — SOV. Тональность отсутствует.
Лексические совпадения в амто-мусианских языках составляют 29 %. Оба языка имеют 7 % лексических сходств с языками арайской семьи и 3 % — с изолированным языком одиаи.